# Копце (Венґровський повіт)
Копце (пол. Kopcie) — село в Польщі, у гміні Ґрембкув Венґровського повіту Мазовецького воєводства.
Населення — 145 осіб (2011).
У 1975-1998 роках село належало до Седлецького воєводства.

## Демографія
Демографічна структура станом на 31 березня 2011 року:
|          | Загалом | Допрацездатний вік | Працездатний вік | Постпрацездатний вік |
| -------- | ------- | ------------------ | ---------------- | -------------------- |
| Чоловіки | 74      | 13                 | 53               | 8                    |
| Жінки    | 71      | 12                 | 40               | 19                   |
| Разом    | 145     | 25                 | 93               | 27                   |